# 冯锦汶
冯锦汶（1924年11月—2018年2月5日），男，江苏苏州人，生于上海，中华人民共和国政治人物，曾任最高人民检察院党组成员、副检察长，第七、八届全国政协委员。